# Callitomis lutosa
Callitomis lutosa là một loài bướm đêm thuộc phân họ Arctiinae, họ Erebidae.